# Новая Ивановка (Арцизский район)
Но́вая Ива́новка (укр. Нова́ Іва́нівка) — село Арцизской городской общины Болградского района Одесской области Украины, центр одноимённого сельского совета. Численность населения - 1629 чел (на 01.01.2024).

## География
Село расположено на левом берегу реки Киргиж-Китай. Граничит со следующими сёлами: Делень, Главани, Задунаевка, Виноградное, Александровка, Дмитровка (Болградский район), Вольное (Тарутинский район). Находится в 25 км от границы с Молдовой.

## История
Село основано в 1821 году болгарскими переселенцами на месте ногайского поселения Ески Кубей. В Энциклопедии Болгария местом, откуда прибыли поселенцы, указывается село Гебедже (совр. Белослав). Однако это утверждение оспаривается исследователями, которые считают, что переселенцы, скорее всего, были выходцами из районов около Велико-Тырново и Плевена. Поселение было названо Ивановкой в честь Ивана Инзова - главного куратора задунайских поселенцев.
В 1833 году село стало центром новообразованного Нижнебуджакского округа. В 1840 году открылась впервые приходская школа, которая через некоторое время была закрыта. Повторно школа открылась в 1870 г., а в конце XIX века была преобразована в двуклассную. В начале ХХ в при школе действовала библиотека.
В 1840 году состоялось освящение церкви Иоанна Предтечи, строительство которой началось в 1834 г. На её освящении присутствовал И. Н. Инзов.
Революционные события 1905—1907 гг. оказали влияние на жизнь жителей Новой Ивановки. В селе был образован революционный кружок, а в феврале 1906 года на сельском сходе в адрес властей выдвигались требования социально-экономических преобразований.
В годы Первой мировой войны значительная часть трудоспособного населения была призвана в армию. 45 жителей села погибли, умерли от ран, и пропали без вести, в память о них в 1921 г. был сооружён памятник.
В 1918 году село, как и вся Бессарабия, вошло в состав Румынии.
В 1929 году в селе был проведён Конгресс болгар Бессарабии, в котором приняли участие представители 17 сел и рассматривались следующие вопросы: проблемы национально-культурного развития, изучение болгарского языка в школах и издание газеты на болгарском языке.
В 1934 году была построена паровая мельница, услугами которой пользовались жители близлежащих сел.

## Население и национальный состав
По данным переписи населения Украины 2001 года распределение населения по родному языку было следующим (в % от общей численности населения):
По Новоивановскому сельскому совету: украинский — 3,62 %; русский — 5,30 %; болгарский — 88,06 %; армянский — 0,15; гагаузский — 1,93 %; молдавский — 0,84 %; немецкий — 0,10 %.

## Экономика
Основу экономики Новой Ивановки составляет сельское хозяйство — зернопроизводство и виноградарство, а также пищевая промышленность.

## Уроженцы
- Поглубко Константин Александрович — историк, исследователь в области болгаристики.
- Нико Стоянов — Основатель и главный редактор первой болгарской газеты в СССР «Родно слово», член Союза журналистов (СССР с 1987 г) в Молдове. Член Союза писателей (СССР с 1978 г), впоследствии Союза писателей России, Союза болгарских писателей. Заслуженный деятель искусства в Молдове — «Om emerit» (1995 г.).